# Cymonomus bathamae
Cymonomus bathamae is een krabbensoort uit de familie van de Cymonomidae. De wetenschappelijke naam van de soort is voor het eerst geldig gepubliceerd in 1971 door Dell.